# 安河内麻吉

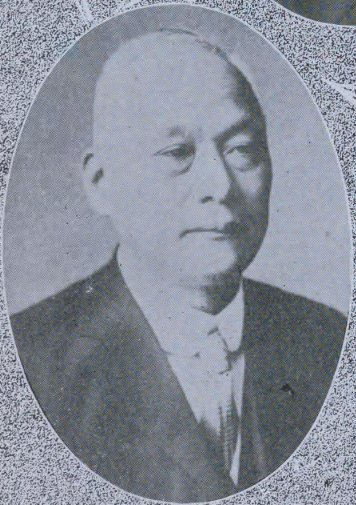
安河内麻吉

安河内 麻吉（やすこうち あさきち、1873年（明治6年）4月15日 - 1927年（昭和2年）7月15日）は、日本の内務官僚。号は稚杉（ちさん）。

## 経歴
安河内甚平の二男として、福岡県糟屋郡須恵村に生まれる。1891年福岡県立尋常中学修猷館を経て、1894年第五高等中学校法科を首席で卒業し、1897年7月、東京帝国大学法科大学法律学科（英法）を卒業。同月、内務省に入省し、同年12月には高等文官試験行政科に合格している。五高では小泉八雲に英語を学んでおり、卒業後も親交を続けている。
1907年8月、1912年に開催予定であった「日本大博覧会」の事務官となり、渡米するなど準備に奔走したが、この博覧会は中止となった。その後、1911年7月、官営八幡製鉄所次長、1914年4月、内務省警保局長、1915年8月、静岡県知事、1918年5月、広島県知事、1919年4月18日、福岡県知事を経て、1922年10月16日に神奈川県知事に就任する。神奈川県知事在任中には、関東大震災に遭遇しており、自身や家庭の被害には目もくれず救援活動の指揮に勤め、ほとんど寝食を忘れるような仕事ぶりであったという。
1927年4月、鈴木喜三郎内相の下、内務次官に就任するが、内務次官在職中の同年7月15日に死去。葬儀には、友人総代として同郷の金子堅太郎、團琢磨が名を連ね、金子は安河内の墓碑銘を書いている。

## 栄典
- 1920年（大正9年）11月1日 - 勲二等瑞宝章[6]
- 1927年（昭和2年）7月15日 - 帝都復興記念章[7]